# Entre Rios (Bahia)
Entre Rios is een gemeente in de Braziliaanse deelstaat Bahia. De gemeente telt 40.524 inwoners (schatting 2009).

## Aangrenzende gemeenten
De gemeente grenst aan Alagoinhas, Aporá, Araçás, Cardeal da Silva, Esplanada, Inhambupe, Itanagra en Mata de São João.

## Verkeer en vervoer
De plaats ligt aan de noord-zuidlopende weg BR-101 tussen Touros en São José do Norte. Daarnaast ligt ze aan de wegen BA-093 en BA-400.